# Carlo Weis
Carlo Weis (Lussemburgo, 4 dicembre 1958) è un allenatore di calcio ed ex calciatore lussemburghese, di ruolo difensore.

## Carriera
Weis è il sesto giocatore con più presenze nella storia della Nazionale lussemburghese. Nel 1990 fu eletto calciatore lussemburghese dell'anno.

## Palmarès

### Giocatore

#### Competizioni nazionali
- Campionato lussemburghese: 2

Avenir Beggen: 1992-1993, 1993-1994
- Coppa del Lussemburgo: 3

Avenir Beggen: 1991-1992, 1992-1993, 1993-1994

#### Individuale
- Calciatore dell'anno (Lussemburgo): 1

1990

### Allenatore

#### Competizioni nazionali
- Campionato lussemburghese: 2

F91 Dudelange: 2000-2001, 2001-2002
- Coppa del Lussemburgo: 1

F91 Dudelange: 2003-2004